# Tansey Coetzee
Tansey Coetzee (nacida el 8 de octubre de 1984) es una reina de belleza que ganó el título de Miss Sudáfrica 2007, y más tarde representó a Sudáfrica en el Miss Universo 2008 realizado en Nha Trang, Vietnam, donde se ubicó entre las 15 semifinalistas. También representó a su país en el Miss Mundo 2008 realizado en su ciudad natal, Johannesburgo, Sudáfrica, el 13 de diciembre de 2008 donde se colocó entre las 5 finalistas.